# بابلو غاريدو
بابلو غاريدو (بالإسبانية: Pablo Garrido Lugo)‏ هو منافس ألعاب قوى مكسيكي، ولد في 22 يونيو 1938 في مدينة مكسيكو في المكسيك.

## وصلات خارجية
- بابلو غاريدو على موقع الاتحاد الدولي لألعاب القوى (الإنجليزية)
- بابلو غاريدو على موقع اللجنة الأولمبية الدولية (الإنجليزية)
- بابلو غاريدو على موقع أوليمبيديا (الإنجليزية)